# Rizovoúni (ort i Grekland, Epirus)
Rizovoúni är en ort i Grekland.   Den ligger i prefekturen Nomós Prevézis och regionen Epirus, i den centrala delen av landet, 290 km nordväst om huvudstaden Aten. Rizovoúni ligger 363 meter över havet och antalet invånare är 808.
Terrängen runt Rizovoúni är varierad. Runt Rizovoúni är det ganska glesbefolkat, med 42 invånare per kvadratkilometer. Närmaste större samhälle är Arta, 18,5 km sydost om Rizovoúni. == Kommentarer ==
1. ↑  Framräknat ur variansen i alla höjduppgifter (DEM 3") från Viewfinder Panoramas, inom 10 km radie.[2] Mer om algoritmen finns här: Användare:Lsjbot/Algoritmer.